# Real Club Celta de Vigo B
Il Real Club Celta de Vigo B, meglio noto come Celta Vigo B o Celta B è una società calcistica spagnola con sede a Vigo.
Fu fondata nel 1927 e oggi è la squadra riserve del Celta Vigo.
Il club milita nella Primera División RFEF, la terza serie del calcio spagnolo.

## Nome in ordine cronologico
- Sport Club Turista (1927–1936)
- Club Turista (1936–1988)
- Celta Turista (1988–1996)
- Celta de Vigo B (1996–2023)
- Celta de Vigo Fortuna (2023-Presente)

## Rosa
| N. |                   | Ruolo | Calciatore     |
| -- | ----------------- | ----- | -------------- |
| -  | Spagna (bandiera) | P     | Óscar          |
| -  | Spagna (bandiera) | P     | Rubén Blanco   |
| -  | Spagna (bandiera) | D     | Castro         |
| -  | Spagna (bandiera) | D     | Jonny          |
| -  | Spagna (bandiera) | D     | Kevin          |
| -  | Spagna (bandiera) | D     | Maceira        |
| -  | Spagna (bandiera) | D     | Peña           |
| -  | Spagna (bandiera) | D     | Raúl Navas     |
| -  | Spagna (bandiera) | D     | Maestre        |
| -  | Spagna (bandiera) | D     | Soto           |
| -  | Spagna (bandiera) | D     | Víctor Vázquez |
| -  | Spagna (bandiera) | C     | Moreira        |
| -  | Spagna (bandiera) | C     | Sergio Santos  |
| -  | Gabon (bandiera)  | C     | Madinda        |

| N. |                   | Ruolo | Calciatore       |
| -- | ----------------- | ----- | ---------------- |
| -  | Spagna (bandiera) | C     | Antón de Vicente |
| -  | Spagna (bandiera) | C     | Marcos Torres    |
| -  | Spagna (bandiera) | C     | Fidi             |
| -  | Spagna (bandiera) | C     | Borja            |
| -  | Spagna (bandiera) | C     | Rubén Martínez   |
| -  | Spagna (bandiera) | A     | Añón             |
| -  | Spagna (bandiera) | A     | Camochu          |
| -  | Spagna (bandiera) | A     | Jordan           |
| -  | Spagna (bandiera) | A     | Manteca          |
| -  | Spagna (bandiera) | A     | Torres           |
| -  | Spagna (bandiera) | A     | Benja            |
| -  | Spagna (bandiera) | A     | Félix            |
| -  | Spagna (bandiera) | A     | Thaylor          |

## Palmarès

### Competizioni nazionali
- Copa Federación de España: 1

2001-2002

### Altri piazzamenti
- Segunda División B:

Terzo posto: 2003-2004